# National Show Horse
Le National Show Horse est une race de chevaux de selle originaire des États-Unis. Issu de croisements entre l'Arabe et le Saddlebred, il est essentiellement destiné à des exhibitions (shows). Il dispose de cinq allures.

## Histoire
Le National Show Horse provient de croisements entre les races Arabe et Saddlebred, dans l'objectif d'obtenir un cheval de sport fin. La création du stud-book de la race est récente, puisqu'elle remonte à août 1981,,, à l'instigation de Gene LaCroix un éleveur de chevaux arabes par ailleurs admirateur du Saddlebred. La race rencontre un succès immédiat, en particulier sur les shows (exhibitions) américains.

## Description
La morphologie est légère ; cette race combine en effet la finesse morphologique de l'Arabe aux allures du Saddlebred. D'après le guide Delachaux, la taille va de 1,52 m à 1,62 m. La tête est petite, fine et courte, dotée d'un profil concave ou rectiligne, avec de grands yeux et de petites oreilles,. L'encolure est longue et arquée, portée « en col de cygne », le port de queue est relevé. 
C'est un cheval d'allures : certains sujets présentent des allures supplémentaires, en particulier le rack. Le National Show Horse dispose en général de cinq allures, soit le rack et le slow gait en plus des trois allures habituelles du cheval. Son usage en show prédispose la race aux fourbures.

### Sélection
Pour être enregistrés dans le stud-book de la race, les chevaux doivent être issus de parents eux-mêmes enregistrés, ou provenir d'un croisement direct entre un Saddlebred et un Arabe, ou entre l'une de ces deux races et un autre National Show Horse,. Depuis le 1er décembre 2009, un NSH doit obligatoirement avoir 50 % ou plus d'origines Arabe pour être enregistré (contre 25 % auparavant).

## Utilisation

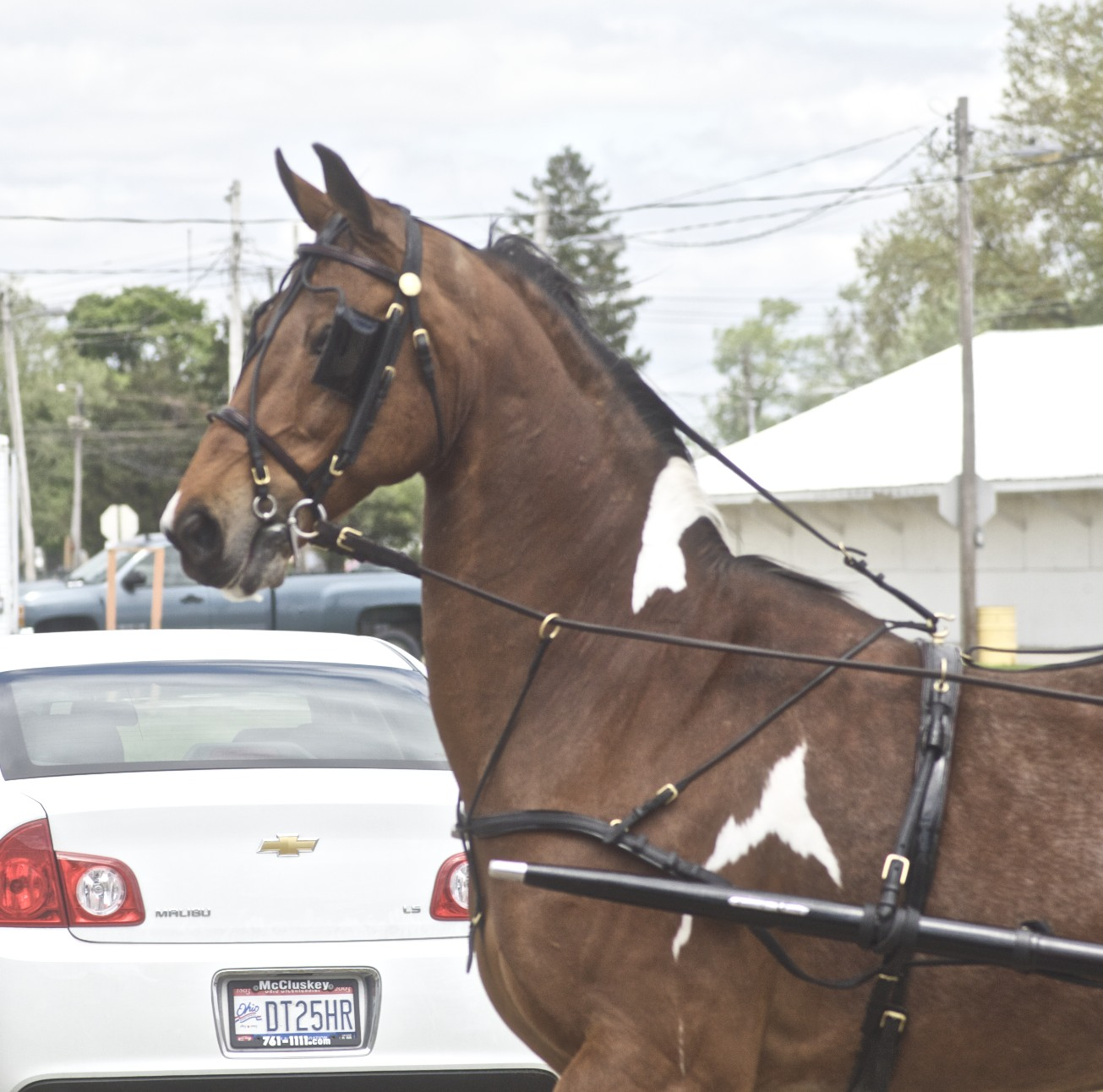
National Show Horse attelé.

La race est polyvalente, puisqu'elle est employée tant en sport (saut d'obstacles, dressage, équitation western et endurance) que pour l'équitation de loisir. Cependant, l'utilisation principale est liée à des exhibitions montées et attelées.

## Diffusion de l'élevage
Originaire des États-Unis, le National Show Horse se développe rapidement, y compris vers l'Europe.